# Hospital Josina Machel

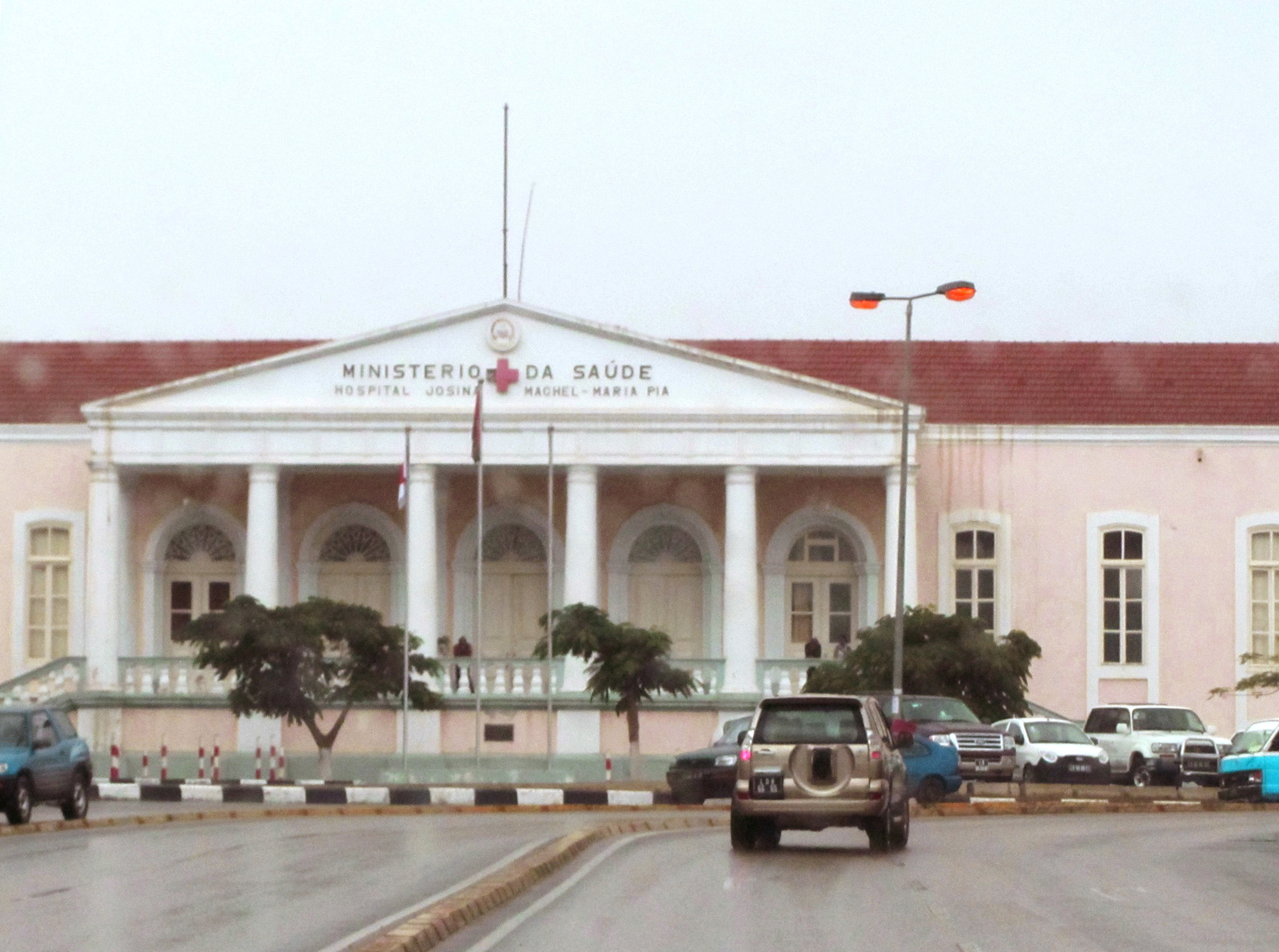
Hospital Josina Machel (2012)

Das Hospital Josina Machel in Luanda ist das älteste und größte staatliche Krankenhaus Angolas. Es gilt als die beste Gesundheitseinrichtung des Landes.

## Geschichte

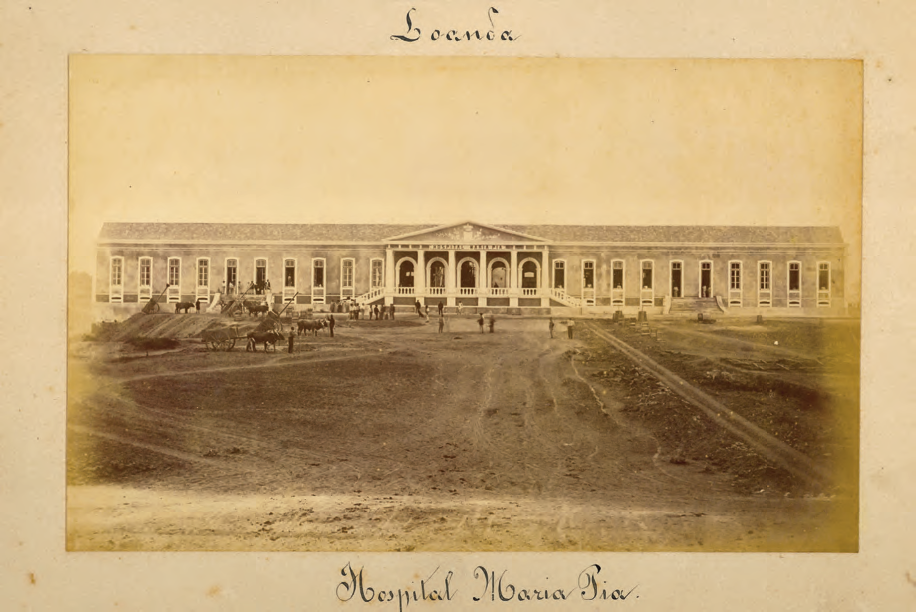
Hospital Maria Pia (c. 1870)

Das neoklassische Gebäude wurde 1865–1883 auf den Ruinen eines Franziskanerklosters errichtet. Es war zunächst ein Militärkrankenhaus und trug den Namen Hospital Maria Pia, zu Ehren von Königin Maria Pia von Savoyen. Nach der Unabhängigkeit des Landes (1975) wurde es 1977 nach der mosambikanischen Widerstandskämpferin Josina Machel umbenannt und 1981 zum historischen Kulturgut erklärt. Das während des angolanischen Bürgerkriegs sehr heruntergekommene Krankenhaus wurde zwischen 2002 und 2005 durch eine Finanzhilfe der japanischen Regierung grundlegend renoviert und neu ausgestattet. Im Jahr 2010 verfügte es über 534 Betten.